# Premi Lumière 2020
La cerimonia di premiazione della 25ª edizione dei Premi Lumière si è svolta il 27 gennaio 2020.

## Vincitori e candidati
I vincitori sono indicati in grassetto, a seguire gli altri candidati.
Miglior film
- I miserabili (Les Misérables), regia di Ladj Ly
  - Grazie a Dio (Grâce à Dieu), regia di François Ozon
  - Ritratto della giovane in fiamme (Portrait de la jeune fille en feu), regia di Céline Sciamma
  - Roubaix, una luce nell'ombra (Roubaix, une lumière), regia di Arnaud Desplechin
  - L'ufficiale e la spia (J'accuse), regia di Roman Polański

Miglior regista
- Roman Polański - L'ufficiale e la spia (J'accuse)
  - Jérémy Clapin - Dov'è il mio corpo? (J'ai perdu mon corps)
  - Arnaud Desplechin - Roubaix, una luce nell'ombra (Roubaix, une lumière)
  - Ladj Ly - I miserabili (Les Misérables)
  - Céline Sciamma - Ritratto della giovane in fiamme (Portrait de la jeune fille en feu)

Migliore sceneggiatura
- Ladj Ly, Giordano Gederlini e Alexis Manenti - I miserabili (Les Misérables)
  - Nicolas Bedos - La belle époque
  - François Ozon - Grazie a Dio (Grâce à Dieu)
  - Nicolas Pariser - Alice e il sindaco (Alice et le Maire)
  - Roman Polański e Robert Harris - L'ufficiale e la spia (J'accuse)

Miglior attrice
- Noémie Merlant - Ritratto della giovane in fiamme (Portrait de la jeune fille en feu)
  - Fanny Ardant - La belle époque
  - Anaïs Demoustier - Alice e il sindaco (Alice et le Maire)
  - Eva Green - Proxima
  - Karin Viard - Chanson douce

Miglior attore
- Roschdy Zem - Roubaix, una luce nell'ombra (Roubaix, une lumière)
  - Swann Arlaud - Grazie a Dio (Grâce à Dieu)
  - Daniel Auteuil - La belle époque
  - Jean Dujardin - L'ufficiale e la spia (J'accuse)
  - Fabrice Luchini - Alice e il sindaco (Alice et le Maire)

Rivelazione femminile
- Nina Meurisse - Camille
  - Céleste Brunnquell - Les Éblouis
  - Mina Farid - Une fille facile
  - Lise Leplat Prudhomme - Jeanne
  - Mame Sané - Atlantique

Rivelazione maschile
- Alexis Manenti - I miserabili (Les Misérables)
  - Thomas Daloz - Les Particules
  - Tom Mercier - Synonymes
  - Issa Perica - I miserabili (Les Misérables)
  - Thimotée Robart - Vif-Argent

Migliore opera prima
- The Mustang, regia di Laure de Clermont-Tonnerre
  - Atlantique, regia di Mati Diop
  - Une intime conviction, regia di Antoine Raimbault
  - I miserabili (Les Misérables), regia di Ladj Ly
  - Perdrix, regia di Erwan Le Duc

Premio Lumière onorifico
- Costa-Gavras
- Roberto Benigni